# Plemahan (Sumobito)
Plemahan is een bestuurslaag in het regentschap Jombang van de provincie Oost-Java, Indonesië. Plemahan telt 4398 inwoners (volkstelling 2010).